# Lista de vitórias do Canadá na Fórmula 1
Relacionamos a seguir as dezessete vitórias obtidas pelo Canadá no mundial de Fórmula 1 até o campeonato de 2025.

## Resumo

### Dinastia Villeneuve
Qualquer pesquisa sobre a história do Canadá na Fórmula 1 aponta Peter Ryan como o primeiro dos quinze acadianos a participar da categoria nos Estados Unidos em 1961, contudo a maior referência quando se menciona o país da América Anglo-Saxônica é Gilles Villeneuve, que estreou a bordo de uma McLaren-Ford na Grã-Bretanha em 1977 e cuja carreira foi associada à Ferrari a partir do Canadá em substituição a Niki Lauda que recusou-se a disputar as corridas restantes de 1977 após conquistar o bicampeonato. A partir de então o piloto teve sua imagem fundida a Maranello e já em 1978 marcou seus primeiros pontos na Bélgica e subiu ao pódio na Áustria antes de sua primeira vitória no Canadá. Sua carreira atingiu o ápice como vice-campeão mundial no ano seguinte mantendo-se em atividade até falecer durante os treinos para o Grande Prêmio da Bélgica de 1982.
Jacques Villeneuve Sr., irmão do falecido piloto, participou tanto da Fórmula Indy quanto da Fórmula 1 e Jacques Villeneuve, filho de Gilles Villeneuve, venceu as 500 Milhas de Indianápolis e foi campeão da Fórmula Indy em 1995 além de campeão de Fórmula 1 em 1997.

### Vitórias em casa
Gilles Villeneuve venceu o Grande Prêmio do Canadá de 1978 na primeira corrida disputada em Montreal.

## Relação de vitórias do Canadá
Em contagem atualizada até 2024, o Canadá está há vinte e sete anos sem vencer na Fórmula 1, perfazendo 513 corridas.
- Ano de 1978

| Grande Prêmio | Circuito | Data da corrida | Vencedor          | Carro   | Motor   | Referências |
| ------------- | -------- | --------------- | ----------------- | ------- | ------- | ----------- |
| Canadá        | Montreal | 8 de outubro    | Gilles Villeneuve | Ferrari | Ferrari | [ 8 ]       |

- Ano de 1979

| Grande Prêmio | Circuito     | Data da corrida | Vencedor          | Carro   | Motor   | Referências |
| ------------- | ------------ | --------------- | ----------------- | ------- | ------- | ----------- |
| África do Sul | Kyalami      | 3 de março      | Gilles Villeneuve | Ferrari | Ferrari | [ 9 ]       |
| EUA Oeste     | Long Beach   | 8 de abril      | Gilles Villeneuve | Ferrari | Ferrari | [ 10 ]      |
| EUA           | Watkins Glen | 7 de outubro    | Gilles Villeneuve | Ferrari | Ferrari | [ 11 ]      |

- Ano de 1981

| Grande Prêmio | Circuito   | Data da corrida | Vencedor          | Carro   | Motor   | Referências   |
| ------------- | ---------- | --------------- | ----------------- | ------- | ------- | ------------- |
| Mônaco        | Montecarlo | 31 de maio      | Gilles Villeneuve | Ferrari | Ferrari | [ 12 ]        |
| Espanha       | Jarama     | 21 de junho     | Gilles Villeneuve | Ferrari | Ferrari | [ 13 ] [ 14 ] |

- Ano de 1996

| Grande Prêmio | Circuito    | Data da corrida | Vencedor           | Carro    | Motor   | Referências   |
| ------------- | ----------- | --------------- | ------------------ | -------- | ------- | ------------- |
| Europa        | Nürburgring | 28 de abril     | Jacques Villeneuve | Williams | Renault | [ 15 ] [ 16 ] |
| Grã-Bretanha  | Silverstone | 14 de julho     | Jacques Villeneuve | Williams | Renault | [ 17 ]        |
| Hungria       | Hungaroring | 11 de agosto    | Jacques Villeneuve | Williams | Renault | [ 18 ]        |
| Portugal      | Estoril     | 22 de setembro  | Jacques Villeneuve | Williams | Renault | [ 19 ] [ 20 ] |

- Ano de 1997

| Grande Prêmio | Circuito     | Data da corrida | Vencedor           | Carro    | Motor   | Referências |
| ------------- | ------------ | --------------- | ------------------ | -------- | ------- | ----------- |
| Brasil        | Interlagos   | 30 de março     | Jacques Villeneuve | Williams | Renault | [ 21 ]      |
| Argentina     | Buenos Aires | 13 de abril     | Jacques Villeneuve | Williams | Renault | [ 22 ]      |
| Espanha       | Barcelona    | 25 de maio      | Jacques Villeneuve | Williams | Renault | [ 23 ]      |
| Grã-Bretanha  | Silverstone  | 13 de julho     | Jacques Villeneuve | Williams | Renault | [ 24 ]      |
| Hungria       | Hungaroring  | 10 de agosto    | Jacques Villeneuve | Williams | Renault | [ 25 ]      |
| Áustria       | Spielberg    | 21 de setembro  | Jacques Villeneuve | Williams | Renault | [ 26 ]      |
| Luxemburgo    | Nürburgring  | 28 de setembro  | Jacques Villeneuve | Williams | Renault | [ 27 ]      |

## Vitórias por equipe
- Williams: 11
- Ferrari: 6